# Zona Franca-Puerto
Zona Franca - Puerto es un sector que pertenece al distrito de Sants-Montjuic, de la ciudad de Barcelona, pero que no es un barrio, ya que no tiene población. Es un espacio de actividades industriales y logísticas que engloba dos zonas: la Zona Franca y la mayor parte del Puerto de Barcelona.
El Polígono Industrial de la Zona Franca fue un intento de dotar la ciudad de un puerto franco libre de aranceles para la importación y la exportación de mercancías. El proyecto del puerto franco finalmente no fue viable a pesar de la construcción del puerto de Barcelona, pero se creó un polígono franco del que en sus inicios fue símbolo y motor la fábrica de coches Seat. Después de ser una de las concentraciones industriales más grandes del Mediterráneo, actualmente se ha reorientado hacia las actividades logísticas. El polígono está situado en un lugar estratégico, entre el Puerto de Barcelona y el Aeropuerto Josep Tarradellas Barcelona-El Prat.